# Budíškovice
Obec Budíškovice (německy Budischkowitz, Budisskowitz) se nachází na jihozápadní Moravě v okrese Jindřichův Hradec. Leží zhruba 7,5 km jihovýchodně od Dačic v nadmořské výšce 512 m. Žije v ní 748 obyvatel. Do obce kromě samotných Budíškovic patří též vesnice Manešovice, Vesce a Ostojkovice.
V centru Budíškovic se nachází rozlehlý čtyřkřídlý barokní zámek s velkým parkem a přilehlou oborou. V lesích nad obcí (zhruba 1,5 km od centra) se nachází zřícenina hradu Krumvald.

## Poloha
Obec leží na mírně zvlněném dně výběžku Jemnické kotliny, před úpatím jihozápadního svahu Slatinských kopců. Krajinnou dominantou je vrch Bába 665 m n. m., nejvyšší vrch jižní části Brtnické vrchoviny a sedlem oddělená, nižší Zelená hora 619 m n. m. K jihu navazuje ještě Zadní hora 609 m n. m. Zalesněná Bába se vyznačuje širší vrcholovou plochou a strmě spadajícími svahy, přičemž západní svahy k údolí Vápovky jsou strmější. Severně od obce se před úpatím Slatinských kopců zvedá izolovaný vršek Petrovec 585 m n. m., známý jako vyhlídkový bod. (M. Hrádek).
Sousedními obcemi sídla jsou Lomy, Báňovice, Hříšice, Dobrohošť, Dačice, Třebětice, Horní Slatina, Staré Hobzí, Budeč, Jemnice, Pálovice a Chotěbudice.

## Historický vývoj
V historických pramenech se k roku 1353 uvádí Ctibor z Budíškovic, roku 1356 je zde uváděn Bernard z Budíškovic. V 15. století drželi ves páni z Hradce jako zeměpanské léno. Teprve král Vladislav II. osvobodil Budíškovice a Novou Ves z manství roku 1492 Jindřichovi z Hradce, který roku 1496 zapsal obojí statek Janovi ze Zahrádek, který je zde uváděn k roku 1508. Rod Zahrádeckých ze Zahrádek a na Hobzí držel Budíškovice v 16. století. Václav ze Zahrádek nechal také postavit po roce 1570 v Budíškovicích jako nové středisko panství renesanční zámek. Roku 1585 zapsal do desek zemských Arnošt Zahrádecký ze Zahrádek a na Krhově své manželce Alžbětě Višňovské z Petrovce a na Budíškovicích své zboží zámek Červený Hrádek se dvorem, ves Hrádek, ves Jersice, půl vsi Vnorovic, pustou ves Osetkovice, pustou ves Zahrádky a pustou ves Dvořiště se vším příslušenstvím. Václav Zahrádecký ze Zahrádek a Hrádku na Budíškovicích byl nejvyšším hofrychtéřem a významným členem moravské stavovské obce, kdy se účastnil různých jednání zemských stavů, např. s Rudolfem II. Po Václavově smrti v roce 1610 dědila ves dcera Krescencie, provdaná za Kryštofa z Říčan, kterému přinesla věnem nejprve roku 1601 Červený Hrádek a roku 1611 Budíškovice.
V roce 1662 koupil Budíškovice Maxmilián Leopold svobodný pán Cantelrno, jemuž se podařilo zaokrouhlit panství přikoupením statku Horní Slatina. Tento majitel přestavěl koncem 17. století v budíškovický zámek do barokní podoby. Pozdější majitelka statku Marie Ludovice svobodná paní z Cantelma však statek zadlužila. Byla zde nejprve nařízena administrace panství zemským tribunálem a poté prodej v dražbě. Roku 1745 byly Budíškovice ve veřejné dražbě prodány spolu s Červeným Hrádkem a Horní Slatinou hraběti Felixi Sobkovi z Kornic. Sobek roku 1760 prodal Budíškovice polnímu maršálovi hraběti Františku Václavovi z Wallisu, majiteli Moravských Budějovic. Wallisové používali Budíškovice jako své letní sídlo, které bylo rozšířeno roku 1789 přikoupením statků Budeč a Horní Slatina. Koncem 19. století provedli Wallisové v Budíškovicích v zámku některé úpravy, z nichž nejvýznamnějším bylo zřízení osmiúhlého schodišťového přístavku na nádvoří. V rodě Wallisů zůstaly Budíškovice jako panství do roku 1849, potom už jen jako velkostatek do roku 1945, kdy byl majitelce Anně Marii ze Schaffgotsche zkonfiskován.
Před třicetiletou válkou bylo v Budíškovicích 34 usedlostí, z toho zůstalo za války osazeno 28 a 6 zpustlo. Podle vceňovacího operátu žilo roku 1843 v Budíškovicích 481 obyvatel, z toho 244 mužů a 237 žen v 67 domech a 118 domácnostech. Desátky se odváděly panství Budíškovice. Na týdenní sobotní trhy se z Budíškovic jezdilo do Dačic. V roce 1850 měla 511 obyvatel. Do roku 1849 byly Budíškovice sídlem stejnojmenného panství ve Znojemském kraji.
Po osvobození v květnu 1945 náležely pod Okresní národní výbor v Dačicích a od roku 1949 v jeho rámci pod nově vzniklý Jihlavský kraj. Toto začlenění trvalo až do poloviny roku 1960, kdy byly Budíškovice po územní reorganizaci s moravským Dačickem začleněny pod správní okres Jindřichův Hradec a Jihočeský kraj, což trvalo až do zrušení Okresního úřadu v Jindřichově Hradci koncem roku 2002. V roce 1976 byla v rámci integrace obcí sloučena pod Budíškovice obec Vesce. Od roku 2003 spadají pod pověřený Městský úřad v Dačicích v samosprávném Jihočeském kraji.

### Vývoj obce do konce 20. století
Ve druhé polovině 19. a v 1. polovině 20. století se většina obyvatelstva obce živila zemědělstvím. V obci byla lesní správa velkostatku Wallisů. K roku 1924 se uvádí lesní správa velkostatku Wallisů, živnosti: 2 hostinští, 1 kolář, 1 kovář a pod- kovář, 3 obchodníci, 1 obuvník, 25 hosp. rolníků. Obec byla elektrifikována připojením na síť ZME Brno roku 1930.
JZD bylo založeno roku 1958, v roce 1975 sloučením JZD Báňovice, Budeč, Budíškovice, Horní Slatina, Manešovice, Ostojkovice, Třebětice a Vesce vzniklo JZD 1. máj Budíškovice, hospodařící na 2975 ha zemědělské půdy. Po roce 1989 se JZD transformovalo v ZD Budíškovice. Nyní převládající zaměstnání: zemědělství, sociální služby - Domov důchodců Budíškovice, BPC pila Budíškovice, jinak dojíždění za prací do dačických průmyslových podniků.
Po roce 1945 postaveno: přístavba Domova důchodců, který je zřízen v prostorách zámku, kulturní dům (1963) s dostavbou (1993-1994 - obecní úřad, pošta, knihovna, lékařská ordinace), administrativní budova JZD, hospodářské budovy JZD, prodejna Jednoty.

## Škola
Zdejší škola byla zřízena roku 1788 a stávala původně v panské zahradě u č. 57, roku 1813 na místě bývalé kovárny a roku 1893 byla přestavěna. Počátkem 20. století měla 1 třídu. V roce 1979 zde byla škola zrušena a žactvo bylo převedeno do Budče. Roku 1990 byla škola obnovena, v současné době je zde 1. až 5. ročník základní školy.

## Části obce
Obec Budíškovice se skládá ze čtyř částí na čtyřech katastrálních územích.
- Budíškovice (i název k. ú.)
- Manešovice (i název k. ú.)
- Ostojkovice (i název k. ú.)
- Vesce (k. ú. Vesce u Dačic)

Od 1. ledna 1989 do 31. ledna 1990 k obci patřila i Borová.
Katastrální území Ostojkovice leží na odděleném území a tvoří tak exklávu obce.

## Pamětihodnosti
- Na místě tvrze barokní zámek z konce 17. stol. se starším renesančním jádrem, dostavby z konce 19. století. Jednopatrová čtyřkřídlá budova s arkádami kolem čtvercového dvora, v severním křídle kaple. Uprostřed nádvoří šestiboká kamenná kašna s letopočtem 1697. Kolem zámku zřízen v 18. století park a také obora se vzácnými druhy stromů.
- Pod zámkem socha sv. Jana Nepomuckého z 1. čtvrtiny 18. století.
- Při domě čp. 88 výklenková kaple z 1. pol. 19. století.
- Kamenná boží muka v polích k Horní Slatině.
- Pamětní kámen z roku 1797 v lese Zavadilka.
- Pomník padlým v první světové válce.

## Galerie

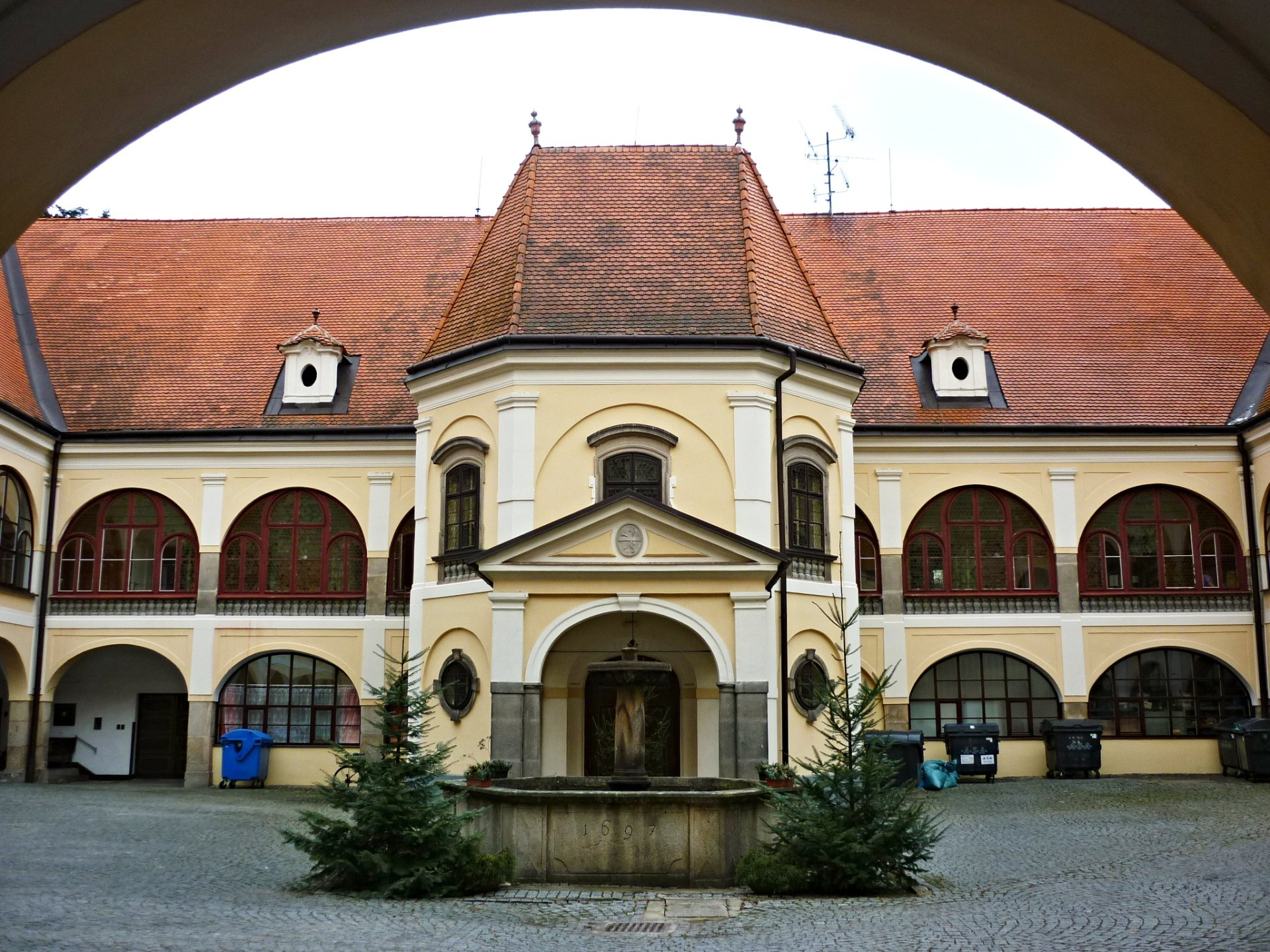
nádvoří zámku
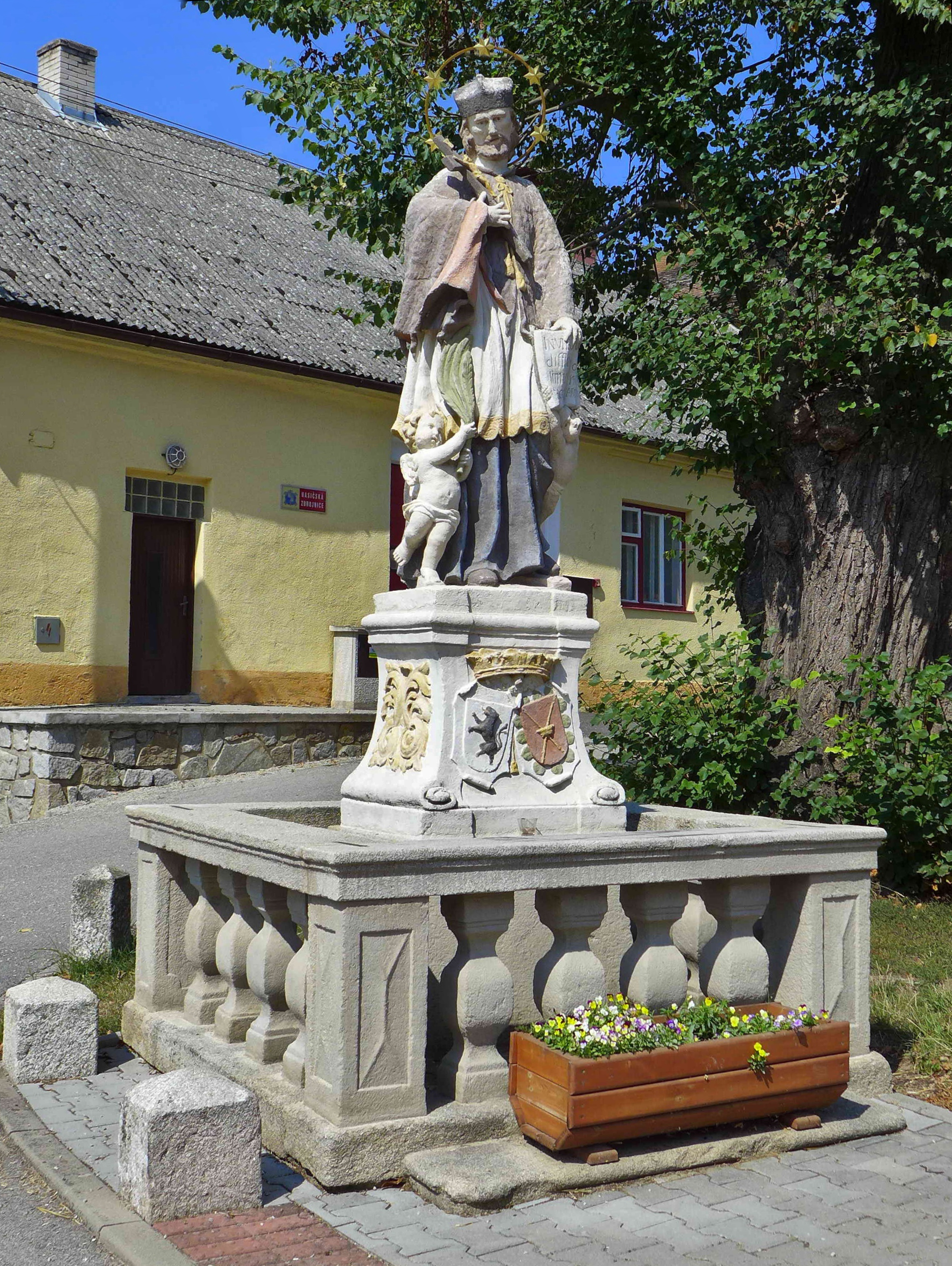
socha sv. Jana Nepomuckého
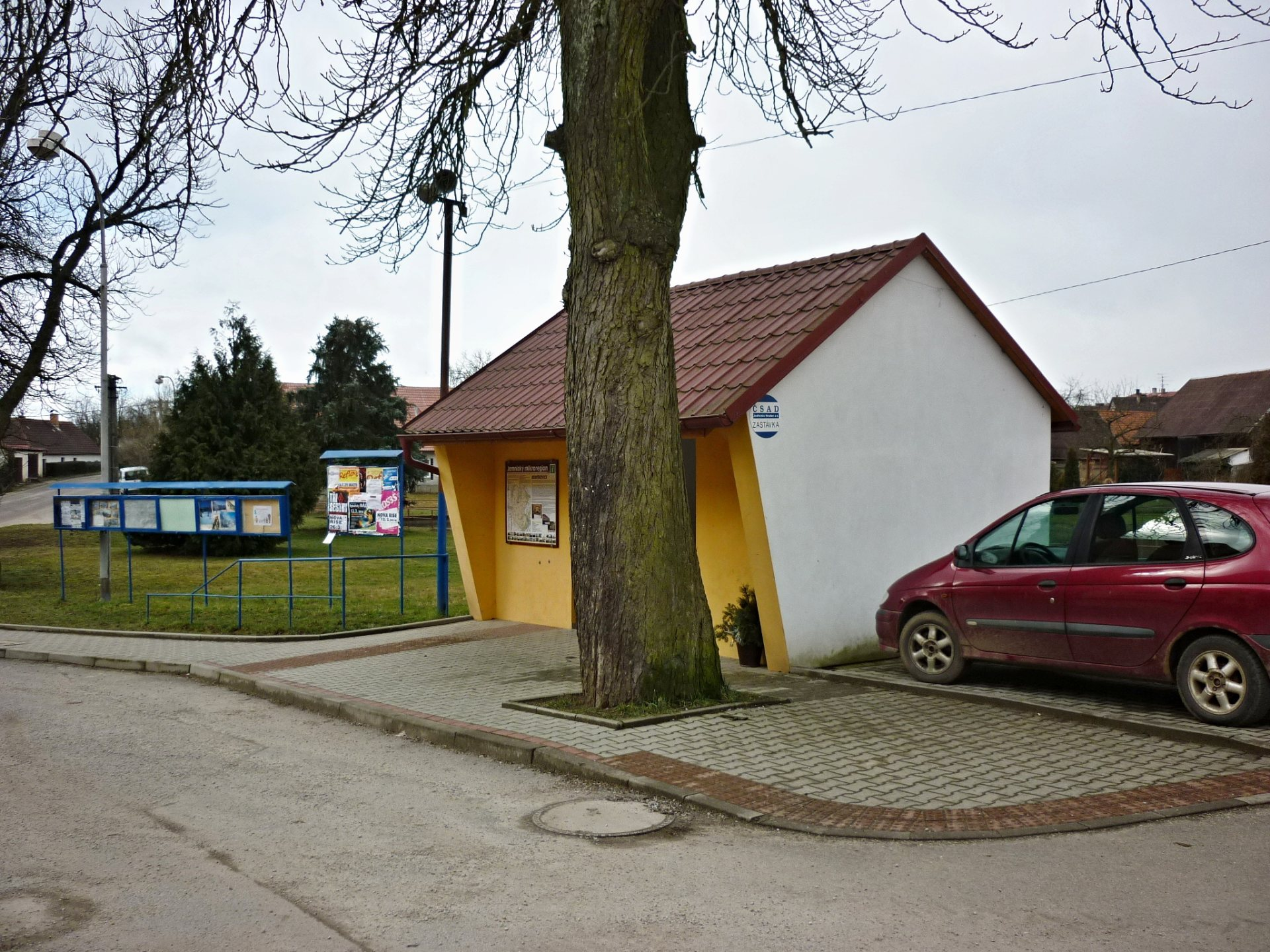
autobusová zastávka